# پاکپتن، پاکستان
پاکپتن (به اردو: پاکپتن) شهری در ایالت پنجاب (پاکستان) کشور پاکستان است که در سرشماری سال ۲۰۰۶ میلادی، ۱۲۹٫۳۶۱ نفر جمعیت داشته است.